# Ист Вошингтон (Пенсилванија)
Ист Вошингтон (енгл. East Washington) град је у америчкој савезној држави Пенсилванија.

## Демографија
По попису из 2010. године број становника је 2.234, што је 304 (15,8%) становника више него 2000. године.
| Група             | 2000.         | 2010.         |
| Белци             | 1.813 (93,9%) | 1.994 (89,3%) |
| Афроамериканци    | 82 (4,2%)     | 118 (5,3%)    |
| Азијати           | 7 (0,4%)      | 23 (1,0%)     |
| Хиспаноамериканци | 4 (0,2%)      | 45 (2,0%)     |
| Укупно            | 1.930         | 2.234         |